# Knudsby Stordysse
Knudsby Stordysse liegt am Orebyvej acht Kilometer westlich von Vordingborg, am Anfang der Halbinsel Knudshoved Odde in Süd-Seeland. Auf der Halbinsel liegen noch 27 andere Megalithanlagen (Megalithanlagen im Knudsskov).

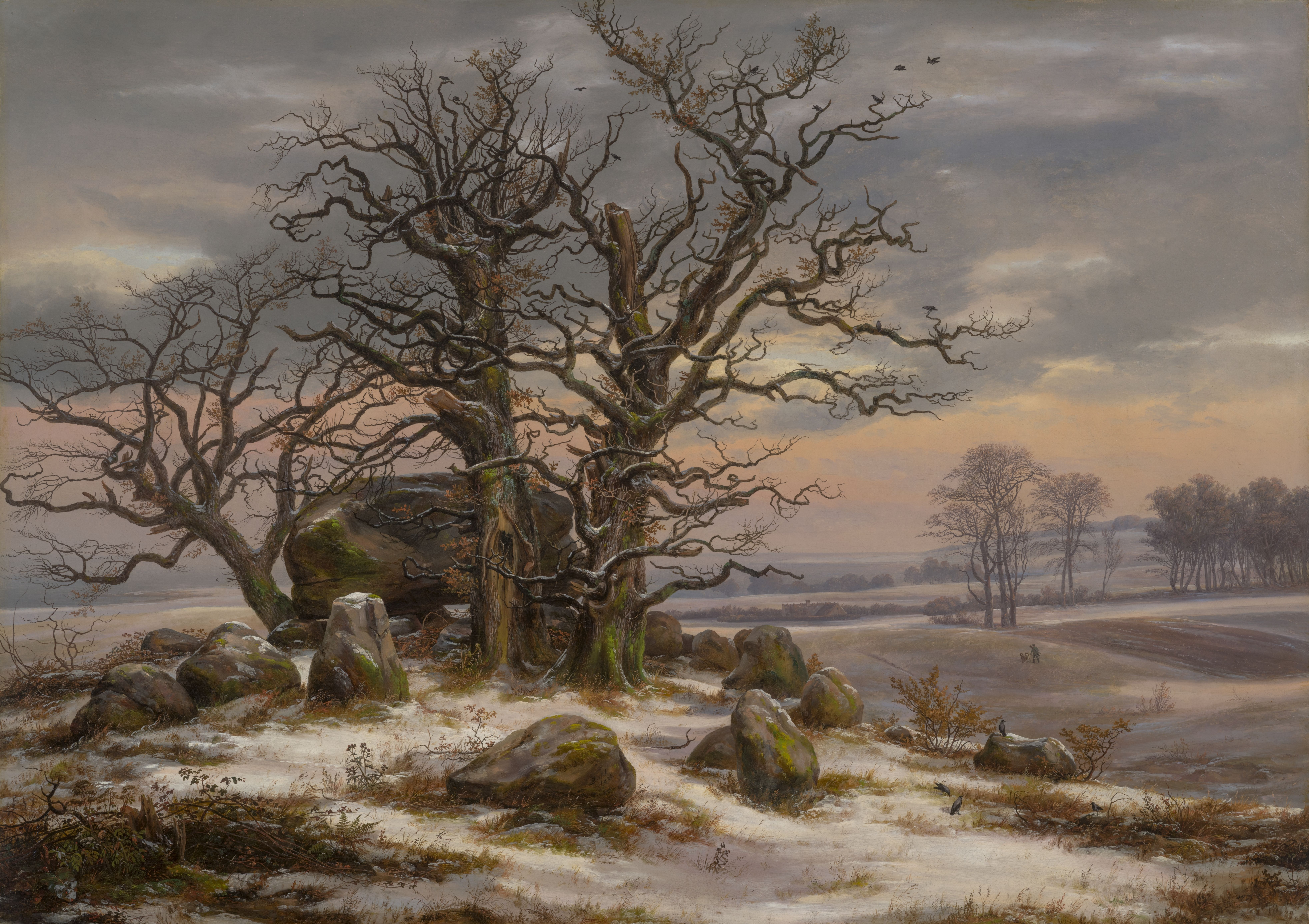
Bild des frühen 19. Jahrhunderts von Johan Christian Clausen Dahl

Knudsby Stordysse (Stordysse = dt. Großdolmen) ist eine stark beschädigte Doppelanlage der Trichterbecherkultur und entstand zwischen 3500 und 2800 v. Chr. Neolithische Monumente sind Ausdruck der Kultur und Ideologie neolithischer Gesellschaften. Ihre Entstehung und Funktion gelten als Kennzeichen der sozialen Entwicklung.

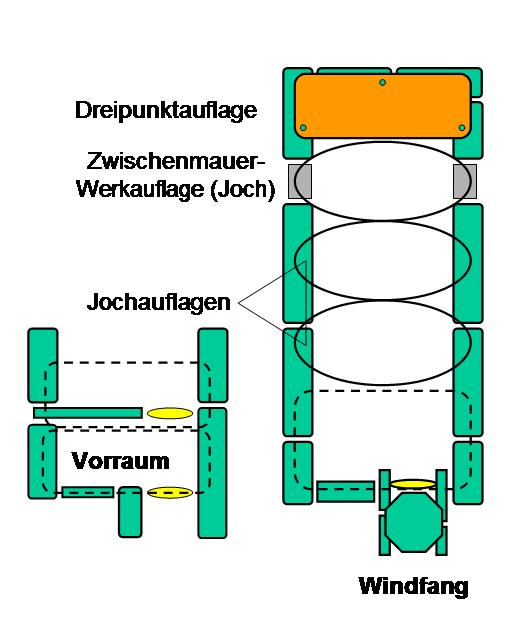
Großdolmentypen

## Grabungshistorie
Als das Nationalmuseum die Anlage im Jahre 1876 zum ersten Mal erfasste, war sie ein kleiner, etwa dreieinhalb Meter breiter Langhügel. Die erste Grabung erfolgte 1877, als J. Olsen Bakkebølle in den Hügeln westlich von Vordingborg grub. Die Funde wurden vom Nationalmuseum erworben. Bis 1937, als wegen der Straßenverlegung eine Sicherungsgrabung erfolgte, blieb die Anlage unangetastet.
In dem ursprünglich größeren, später abgegrabenen und dann noch etwa einen halben Meter hohen Hügel kann man den Grundriss beider Großsteingräber erkennen. Im Osten liegt eine birnenförmige Kammer mit nach Süden ausgerichtetem Zugang. Der Rest einer ähnlichen Anlage liegt im Westen. Im Jahr 1937 waren nur wenige Blöcke der westlichen Kammer bekannt und die Ostkammer wurde erst bei der Ausgrabung des Hügels entdeckt, der damals etwa einen Meter hoch war und etwa fünf Meter Durchmesser hatte. Erhalten sind Reihen der Tragsteine. Die Decksteine über den Kammern sowie alle Randsteine um die Ost-West orientierten Anlagen wurden entfernt. In der Ostkammer war auch die untere Schicht gestört, nur im Inneren war ein wenig berührtes Feld.

## Funde
Die Grabbeigaben und Funde bestanden aus Feuerstein, einer dicknackigen Axt und einigen Skelettresten. Insgesamt repräsentieren die verzierten Scherben der Ausgrabung von 1937 etwa 35 Gefäße, von denen elf aus der fragmentarisch erhaltenen Westkammer und zwei aus der Ostkammer stammen. Der Rest (Grabung Jens Olsen 1839–1920) konnte nicht näher zugeordnet werden.